# Ines (chanteuse)
Eda-Ines Etti, plus connue sous le nom de scène Ines, est une chanteuse et une célébrité estonienne née le 26 mai 1981 à Haapsalu (Estonie).

## Biographie
Ines est surtout connue pour avoir participé au Concours Eurovision de la chanson 2000 avec la chanson Once in a Lifetime, qui atteint la 4ème place. Un de ses choristes n’est autre que Tanel Padar, qui remporta le concours l’année suivante avec Dave Benton et 2XL.
Elle devait participer à l’Eurolaul 2002 avec la chanson favorite, Runaway, mais se désista. C’est finalement la chanteuse suédoise Sahlene qui interprèta le titre, remporta l’Eurolaul, et représenta l’Estonie lors du Concours Eurovision de la chanson 2002 où elle finit 3ème.
Malgré cela, Ines resta fortement liée à l’Eurovision : elle coprésenta l’Eurolaul 2005, et participe à l’Eurolaul 2006 avec la chanson Iseendale, première chanson chantée en estonien depuis l’Eurolaul 2000, en finissant 2e. Elle participa à l’Eurolaul 2007 avec la chanson In Good and Bad qui n'a pas su plaire au jury.

## Discographie
- Here for Your Love (2000)
- 15 magamata ööd (2004)
- Uus päev (2006)
- Kustutame vead (2007)